# Anatoli Ponomaryov
Anatoli Ponomaryov (ur. 12 czerwca 1982 w Baku, Azerbejdżańska SRR) – azerski piłkarz, grający na pozycji napastnika, reprezentant Azerbejdżanu. Posiada również obywatelstwo szwedzkie.

## Kariera piłkarska

### Kariera klubowa
Wychowanek IFK Norrköping. Mieszkał z rodziną w Szwecji, gdzie pracował jego ojciec znany piłkarz i trener İqor Ponomaryov. Karierę piłkarską rozpoczął w klubie IF Brommapojkarna, skąd w 1998 przeszedł do Reymersholms IK. Potem występował w szwedzkich klubach Djurgårdens IF, IK Sirius Fotboll, Vallentuna BK i Essinge IK. W 2002 wyjechał za granicę, gdzie bronił barw hiszpańskiej drugiej drużyny RCD Mallorca oraz greckiej Skody Ksanti. W 2003 podpisał kontrakt z azerskim İnterem Baku, skąd został wypożyczony do klubów Qarabağ Azersun Ağdam, Kalmar FF i FC Vaduz. W 2007 przeszedł do GAIS, skąd również był wypożyczony do klubów Östers IF, Bakı FK i Vasalunds IF. Na początku 2010 został piłkarzem tureckiego Orduspor, w którym zakończył karierę piłkarską.

### Kariera reprezentacyjna
W latach 2004–2008 rozegrał 16 meczów w reprezentacji Azerbejdżanu, w których strzelił 1 gola.